# Pascal Plovie
Pascal Plovie (7 de maig de 1965) és un exfutbolista belga.

## Selecció de Bèlgica
Va formar part de l'equip belga a la Copa del Món de 1990. Fou jugador de FC Bruges i Royal Antwerp FC.